# Penas Roias
Penas Roias es una freguesia portuguesa del municipio de Mogadouro, con 33,04 km² de superficie y 459 habitantes (2001). Su densidad de población es de 13,9 hab/km².